# Anne Snelgrove
Anne Christine Snelgrove (née le 7 août 1957) est une femme politique du Parti travailliste britannique, qui est députée de Swindon South de 2005 à 2010. De juin 2009 à mai 2010, elle est secrétaire privée parlementaire du premier ministre Gordon Brown. Aux élections générales de 2010, elle perd sa circonscription de Swindon South au profit du député conservateur Robert Buckland. Elle se représente sans succès aux élections générales de 2015. 
Elle lance la campagne Geared for Giving en mai 2008 avec Duncan Bannatyne .   